# Puquina
Puquina [pukina] je mrtvý jazyk Inků, kterým se dříve hovořilo od jezera Titicaca po severní Chile. Zbytky tohoto vymřelého jazyka můžeme nalézt už jen v jazyce kallawaya (což by měla být kombinace kečui a puquiny). Někdy je výrazem puquina označován jazyk uru, ale nemá to znamenat, že by to mělo něco společného s vymřelým jazykem puquina. Existují i dohady o tom, že uru (uruquilla) není název jazyka, ale název etnika. Puquina patří do nezařazených jazyků.
Autorem doposud známé gramatiky z roku 1590 byl Alonso de Barzana.